# Diplopeltis petiolaris
Diplopeltis petiolaris är en kinesträdsväxtart som beskrevs av Ferdinand von Mueller och George Bentham. Diplopeltis petiolaris ingår i släktet Diplopeltis och familjen kinesträdsväxter. Inga underarter finns listade i Catalogue of Life.